# 에버퀘스트
흔히 EQ라 불리는 에버퀘스트(EverQuest)는 1999년 3월 16일에 출시된 3D 판타지 MMORPG 게임이다. 브래드 맥콰이드, 스티브 클로버, 빌 트로스트가 오리지널 버전을 기획하였다. 소니의 989 스튜디오에 의해 개발되었으며 1999년 초 베란트 인터랙티브로 이전되었다. 소니 온라인 엔터테인먼트(SOE)가 배급하였다. 1999년 하반기 베란트로 넘어온 SOE의 개발자들은 에버퀘스트를 분할받아 운영하게 된다.
에버퀘스트는 1999년 게임스팟 올해의 게임상과 2008년 기술공학 에미상 등 여러 상을 수상했다.
에버퀘스트 2는 2004년 하반기에 출시되었다. 오리지널 에버퀘스트와 유사한 세계인 이 "속편"은 잠들어 있는 자의 각성이 일어나고 500년 후의 일을 다루고 있다. 또한 이 게임에 영감을 받은 다른 여러 스핀오프작이 파생되었다.

## 수익 모델
이 게임의 수익 모델은 다음과 같다:
- 새 계정을 만들 수 있는 계정 키 판매. 체험판 계정도 정식판으로 만들 수 있다.
- 확장팩의 콘텐츠를 사용할 수 있도록 계정을 업그레이드 하는 키 판매. 일부 키는 한개의 확장팩에서만 사용할 수 있었고, 나중엔 한번에 모든 확장팩을 전부 사용할 수 있게 되었다. 최신 확장팩 파괴의 씨앗은 오리지널 버전을 포함한 모든 콘텐츠 사용 기능을 포함하게 되었다.
- 일정 기간동안 계정 활성화를 해주는 정기 이용권. (월, 분기, 1년, 2년)

사용자의 컴퓨터에 설치된 소프트웨어 패키지(다운로드나 CD/DVD로)로 액티브 멤버쉽에 가입된 어떤 사용자든 게임 콘텐츠 이용과 SOE의 게임 서버에 있는 다른 플레이어들을 만날 수 있다.
2007년 12월, SOE는 신용 카드가 필요하지 않은 14일 무료 체험판 계정을 제공하였다.

## 게임플레이
에버퀘스트의 많은 요소들은 던전 앤 드래곤 같은 정통 롤플레잉 게임에 영향을 받은 텍스트 기반 MUD(멀티 유저 던전) 게임 방식으로 설계되어있다.
플레이어는 게임내 16개 "종족"중 하나를 골라 캐릭터("아바타", "캐릭"등으로도 알려짐)를 생성한다.
종족의 종류로는 엘프부터 드워프, 판타지의 오우거, 인간, 고양이 인간(바쉬르), 도마뱀 인간(익사르) 등이 있다. 또한 플레이어는 각 캐릭터의 모험용 직업 (위자드, 레인저, 클레릭 - "클래스"라 부름 --자세한 내용은 아래 참고)과 수호신을 선택할 수 있다.
자신의 캐릭터를 사용해 노라스의 판타지 세계를 탐험하고, 보물과 경험치를 얻기 위해 몬스터나 적과 싸우며, 생산 기술을 마스터한다. 이런 과정속에서, 플레이어는 레벨, 파워, 위신, 주문, 능력치를 쓰러트린 적의 잔해에서 루팅하거나 퀘스트를 수행(NPC에게 받는 일이나 모험을 성공시키면 보상이 있다)하는 등의 행위를 통해 발전시킨다.
롤플레잉을 통해 다른 플레이어와 교류, 길드 가입, 결투 (제한된 상황--EQ는 PVP 전용 서버에서만 PVP 전투를 허용함) 등을 할 수도 있다.
이 게임의 세계는 거의 400개에 달하는 존으로 구성되어 있다.
각각의 "서버"마다 별도의 세계가 존재한다. 이전엔 게임 서버 인구가 로그인을 하는 동안 표시가 되었고, 서버당 3000명 이상이 있을땐 꽉 차 있는 상태로 표시되었다.

### 클래스
에버퀘스트의 1999년 오리지널 버전엔 14개의 클래스가 있었으며 이후 루클린의 그림자(2001)와 불화의 문(2004) 확장팩에서 각각 비스트로드와 버서커 클래스가 추가되었다.
클래스들은 특정 타입의 역할을 수행할 수 있는 다른 클래스와 유사한 캐릭터성을 공유하는 것을 기준으로 종류를 구분할 수 있다. 클래스를 구분하는 한가지 방법을 아래에 설명한다.

##### 탱크 클래스
"탱크" 클래스는 자기 레벨에서 "생명력 수치"를 많이 가지고 있고 헤비 아머를 착용할 수 있다. 이들은 또한 적을 타운트(도발)하여 자신을 바라볼 수 있게 하는 기술을 가지고 있다. 다른 파티원보다 피해를 입거나 죽을 확률이 더 많다.
- 워리어: 탱크 클래스의 초기 형태로 다른 클래스보다 더 많은 회피와 받는 대미지를 줄일 수 있다. 반면, 주문 시전은 할 수 없게 조율되어 있다.
- 쉐도우 나이트: 내구성 있는 탱크 클래스. 이 워리어/네크로맨서 하이브리드 클래스는 흡혈과 지속 대미지 주문을 가지고 있다. 쉐도우 나이트는 또한 매 72분마다 쓸 수 있는 유니크 기술인 "함 터치"(직접 대미지)도 가지고 있는데, 앱솔루트 텀을 증가시키지만 근처 적들의 생명력 수치를 플레이어의 레벨 수를 기준으로 감소시키는 힘이 있다. 고레벨에서 쉐도우 나이트는 약한 소환수의 소환 및 같은 존에 있는 플레이어의 시체를 소환할 수 있으며 페인 데스(죽은척하기)를 사용할 수 있다. 페인 데스 기술은 쉐도우 나이트가 그룹내 "풀러"로써의 기능을 할 수 있게 한다.
- 팔라딘: 쉐도우 나이트의 "선한" 모습. 팔라딘은 워리어/클레릭 하이브리드이다. 이들은 처음부터 매 72분마다 레이 온 핸즈(신의 축복. 자기 자신이나 다른 플레이어를 치유함)을 사용할 수 있다. 레이 핸즈는 이제 AA 포인트를 소비해야만 배울 수 있다. 중간 레벨대에서, 팔라딘은 몇가지 부활 주문도 구입할 수 있다. 팔라딘은 몇가지 치유, 보호, 스턴 주문 등으로 근접전에서 강력하다. 또한 중간레벨대에서 "달래기" 계열의 주문을 구입해 그룹내 "풀러"로써 기능을 할 수 있다.

##### 대미지 딜러
다음의 클래스들은 적에게 짧은 시간동안 대량의 대미지를 가할 수 있다. 이들 클래스는 초당 가한 대미지(Damage Per Second)로 매긴 'DPS' 순위에 자주 등장한다.
근접 대미지 딜러는 중간 정도의 레벨당 생명력 수치를 가지고 있지만, 가장 무거운 갑옷은 착용할 수 없고 일정 시간내 직접 공격에 의해 살아남을 확률이 "탱크" 클래스보다 적다.
- 비스트로드: 비스트로드는 몽크와 샤만 클래스가 가진 강력한 소환수들의 몇가지 힘을 조합해놓은 특수한 클래스다. 비스트로드는 자신들의 펫에 힘을 불어넣을 수 있고 맨손 기술이나 무기 등으로 적과 싸울 수 있다. 이들은 또한 주문으로 적들에게 "디버프"를 걸 수 있으며, 적당한 치유 기술도 가지고 있다. 이런 다양한 기술군은 비스트로드가 여러 레벨대에서 효과적인 솔로 모험가가 될 수 있게 해주며 그룹 설정에서도 다방면으로 활용가치를 부여한다.
- 버서커: 근접 타입의 전문적 형태로, 버서커는 우선 미디움 아머를 착용하고, 양손 무기를 사용하는 높은 대미지 딜러이며 주문의 형태로 도끼나 그밖에 다른 투척 무기를 던질 수 있다.주문?  진짜인가?[출처 필요]
- 몽크: 무술의 달인으로, 몽크는 맨손 전투의 숙련자이며 강력한 근접 대미지 딜러이다. 몽크는 강력한 "풀링" 클래스로써 매우 신뢰할 수 있는 '페인 데스' 기술과 그밖에 다른 기술도 가지고 있다.
- 레인저: 워리어의 기술과 드루이드의 주문이 혼합된 다재다능한 하이브리드 클래스로, 원거리와 근접 양쪽 모두 대량의 대미지를 가할 수 있다. 이들의 가장 독특한 기술은 보이지 않는 NPC를 추적하는 것으로, 이로 인해 야외 존에서 "풀러"로 사용된다. 레인저는 또한 "타운트" 기술을 가지고 있으며 제한된 수준의 "탱크" 역할도 수행 가능하다.
- 로그: 백스탭 기술로 로그는 어떤 클래스보다도 가장 높은 비율의 순간 대미지를 가할 수 있다. 이들이 파티에 있다면 상대를 로그의 반대편을 보게 유지해야 한다. 로그는 독 제조, 훔치기, 자물쇠 따기 등의 기술도 가지고 있다. 이들에게 있는 초반의 스닉 및 하이드 기술은 살아있거나 언데드 형태의 몹에게 보이지 않은 채로 걸어갈 수 있게 해준다.

"캐스터" 클래스는 레벨당 가장 낮은 생명력 수치를 가지고 있으며 가장 가벼운 아머만을 사용할 수 있다.
- 위자드: 주요 누킹 클래스이다. 이 캐스터는 원거리에서 매우 짧은 시간동안 '마나번' 스킬같은 것으로 끔찍할 정도의 대미지를 적에게 쏟아부을 수 있다. 위자드에겐 특정 위치로 그룹이 이동하기 용이한 트랜스포테이션 주문도 가지고 있다. 트레이드 기술 연구 주문을 사용해 주문을 제작할 수 있는 네 가지 클래스 중 하나이다.
- 매지션: 보통 메이지로 표기하는 매지션은 위자드 클래스와 유사하지만 조금 약한 직접 대미지 주문을 가진다. 대신, 이들은 강력한 정령 소환수를 소환할 수 있다. 땅, 바람, 불 각각의 특수한 힘과 약점을 가지게 된다. 이들은 소환수 아머와 무기, 음식, 음료와 플레이어의 생명력을 마나로 변환할 수 있는 '모드 로드'를 창조할 수 있는 능력도 가지고 있다. 매지션은 '콜 오브 더 히어로' 주문으로 존의 다른 위치의 파티원을 소환할 수도 있는데, 레이드 존에서 도움이 된다. 트레이드 기술 연구 주문을 사용해 주문을 제작할 수 있는 네 가지 클래스 중 하나이다.
- 네크로맨서: 이 "죽음의 대가"는 소환, 버프, 강력한 언데드 소환수 치유, 마법, 불, 타락과 질병 DOT(Damage-over-time) 주문을 사용할 수 있다.[5] 네크로맨서는 페인 데스(죽은척하기), 적 느리게 하기, 존의 플레이어 시체 소환도 할 수 있다. 이들은 기술과 능력의 조합을 가지고 있는데, 대표적으로 스네어 (대상의 달리기/걷기를 느리게 만듦), 피어 (대상을 캐스터로부터 멀리 달아나게 만듦), 라이프탭 (시전자를 치유하고 대상에 대미지를 가함) 주문이 효과적인 솔로 클래스의 기능을 할 수 있게 한다. 트레이드 기술 연구 주문을 사용해 주문을 제작할 수 있는 네 가지 클래스 중 하나이다.

##### 군중 제어 / 유틸리티
이들 클래스는 파티를 공격하는 다수의 적을 구속하거나 파티원의 마나를 보다 빠른 비율로 재생성시키는 기능을 공유한다.
- 인첸터: 레벨당 약간의 생명력 수치만을 가지고 있고 가장 가벼운 형태의 아머만 착용할 수 있는 '캐스터' 클래스로, '군중 제어'에 숙달되어 적을 '챠밍(현혹)', '스터닝(기절)', '메스머라이징(재우기)' 하는데 가장 통달해있다. 이들이 가지고 있는 '메모리 블러'(이들이 공격하던 대상을 잊게 만듦)나 '패시파이(달래기. 특정 지역내 적대적 대상을 감지할 수 없게 함)' 주문은 양쪽 모두 우발적인 적과의 충돌을 피하는 데 대단히 유용하다. 인첸터는 '클래러티'("크랙"으로도 알려짐)계열 주문을 포함한 유용한 광대역 주문도 가지고 있는데, 플레이어가 이 주문을 시전하면 마나 재생 비율이 향상된다. 추가로 플레이어의 공격 비율을 높여주는 주문('헤이스트' 계열의 주문)과 적을 느리게 하는 '슬로윙' 계열의 주문도 사용할 수 있다. 자기 자신이나 다른 사람에게 시전 가능한 '일루션'과 같은 실효성(새 룩을 제공하는 것 이외에는 없음)이 없는 주문을 가지고 있고 수중 호흡, 비행, 뱀피릭 터치(흡혈의 손길) 같은 확실한 실효성을 가지고 있는 주문도 있다. 마지막으로, 인첸터는 고유의 '룬' 계열 주문을 보유하고 있는데, 모든 형태의 대미지를 닳아 없어질 때까지 막아주는 마법 보호 버퍼를 창조할 수 있다. 이 클래스는 유일하게 보석제작 트레이드 기술에도 최적화되어있는데, 금속에 마법부여를 할 수 있는 유일한 클래스기 때문이다. 트레이드 기술 연구 주문을 사용해 주문을 제작할 수 있는 네 가지 클래스 중 하나이기도 하다.
- 바드: 모든 트레이드 기술의 대가 클래스. 적절한 근접 기술을 가지고, 좋은 아머를 착용할 수 있으며 노래를 연주해 근처 동료들에게 "군중 제어"처럼 마나와 생명력 재생 효과 같은 이로움을 줄 수도 있다. 바드는 적들의 기억에서 지워질 수 있는 고유 기술 '페이드(소멸)'를 보유하고 있다. 이는 바드를 뛰어난 풀링 클래스로 만들어 준다. 바드는 여러 타 클래스가 가진 고유 기술의 약화 버전을 보유하고 있다. 이들은 초기엔 파티원의 이동속도를 다른 어떤 탈 것이나 이동 관련 버프보다 빠르게 향상시켜주는 기술로 알려지게 된다. 바드는 한번에 네 가지 노래의 효과를 엮어 그룹에 가장 뛰어난 어드벤티지를 제공할 수 있다. 바드는 종종 자신들 노래의 완전한 이득을 자신들이 받지는 못하지만, 강력한 "카이팅" 기술 등으로 여전히 여러 레벨대에서 효과적인 솔로 클래스이다.

#### 힐러
"사제" 클래스는 중간 등급의 레벨당 생명력 수치를 가지고 있으며 치유와 "버프"주문을 사용할 수 있다.
- 클레릭: 이 게임의 가장 강력한 힐러로, 에버퀘스트의 처음 몇 년간 훌륭한 부활 능력과 강력한 주문 완전한 치유 능력을 가진 유일한 클래스였다. 클레릭은 가장 무거운 플레이트-메일 타입의 아머를 착용할 수 있다.
- 드루이드: 치유, 순간이동, 스네어(적을 느리게 만듦), 적당히 강력한 누킹과 DOT주문을 시전할 수 있는 사제 클래스. 이러한 주문의 범위는 드루이드를 그룹과 솔로에서 다양한 역할을 효과적으로 수행할 수 있게 해준다. 드루이드는 "가죽 등급" 아머만 착용할 수 있다. 게임 세계를 빠르게 이동할 수 있게 해주는 여러 가지 전송 주문도 가지고 있다. 제빵, 재봉, 주조 등에서 필요한 여러 재료를 찾을 경우 이들의 추적과 채집 기술을 조합하면 뛰어난 트레이드 기술 보유자로 만들어 준다.
- 샤만: 사제 클래스로써, 이들은 치유와 많은 계열의 "버프" 주문을 사용할 수 있다. 샤만은 강력한 DOT 주문을 보유하고 있으며, 적의 공격 비율을 느리게 할 수도 있다. 샤만 또는 "샤미"는 자신의 생명력을 깎아 마나를 회복할 수 있으며 "체인 메일" 등급의 아머를 착용할 수 있다. 샤만이 가진 주문의 범위로 인해 종종 "유틸리티" 클래스로 분류되기도 한다. 샤만은 연금술 기술로 물약을 제작할 수 있는 유일한 클래스이다.

### 신
에버퀘스트엔 각각 특정한 책임 구역을 가지고 있고 게임 설정의 "배경" 역할을 하는 여러 신들이 있다. 광범위한 갑옷과 무기류 역시 신의 전유물로, 신을 섬기는 자들만 이것들을 착용할 수 있다.
추가로, 신의 결정으로 인해 특정 범위에서 캐릭터는 보이는 즉시 죽거나 죽지 않기도 한다.

### 존 (Zone)
에버퀘스트의 세계는 "375개 이상의 존"으로 나뉘어 있다. 이들 존은 평지, 바다, 도시, 사막, 그 외 존재의 공간을 포함한 광범위한 지리적 특징을 표현하고 있다. 이 게임에서 가장 인기있는 존중 하나는 지식의 공간으로, 모든 종족과 직업이 방해없이 조화롭게 공존할 수 있는 몇 안되는 존중 하나이다. 지식의 공간은 또한 다른 공간과 모든 시작 도시 근처의 변두리를 포함한 여러 다른 존으로의 포탈이 열리는 홈이기도 하다.

### 사회적 역학 관계
일반적으로 말하길, 에버퀘스트의 게임플레이는 대략 모험으로 나뉘게 된다고 할 수 있다. 이를테면 퀘스트 수행, 경험치 얻기, 루팅, 다른 플레이어와의 거래, 다른 플레이어와의 상호 작용 및 트레이드스킬 연마 - 트레이드스킬을 사용해 아이템 제작하기 같은 것들 말이다.
모험은 혼자서도 가능하며(솔로잉) 1명~5명까지의 다른 캐릭터들과 그룹을 조직하거나 그룹에 합류할 수 도 있다. (그루핑) 또는 존이 지원할 경우엔 많은 캐릭터들과 레이드(공격대)를 조직하거나 합류할 수 도 있다.
저레벨대에서, 모든 클래스는 솔로플레이를 할만한 능력을 가지고 있다. 하지만 고레벨 대에선 특정 클래스만 솔로잉으로 경험치를 얻는데 있어 인기가 있다. 에버퀘스트의 몇가지 부분은 다른 플레이어의 도움 없이도 즐길 수 있지만, EQ의 많은 부분은 그루핑을 매우 장려하거나 반드시 필요하도록 설계되어 있다. 이런 경우 보스 공략에 있어 착용중인 장비나 보유한 강화 주문(버프)을 "설계시 의도된" 레벨대로 갖추고 있는 캐릭터는 대개 공략을 성공으로 이끌기 때문에 매우 큰 인기를 얻는다.
그룹 (또는 "파티")은 모험, 거래, 단순히 사교적인 이유로 조직된다. 아무 클래스나 조합해서 그룹을 조직할 수 있다곤 해도, 모험 그룹은 대개 "탱크", "힐러", 한명 이상의 "대미지 딜러", "군중 제어" 담당, 몹을 그룹으로 데려오는 담당 같은 역할 등으로 이루어진다. 마지막에 나열한 역할은 "풀링"이라 불리며, 그룹의 대부분을 "안전하거나" 적어도 "제어가능한" 위치를 보다 효과적으로 잡아줄 때 종종 전략적으로 이용된다. 모든 클래스가 "풀링"을 할 수는 있지만, 이 역할은 대부분 몽크, 쉐도우 나이트나 팔라딘이 담당한다. 레인저나 드루이드는 추적 능력 사용으로 가끔 야외 같은 특별한 상황에서 효과적이다. 다른 그루핑도 효과적일 수는 있다. 특히 인기있는 것은 힐러/탱크 (또는 적어도 힐러/근접) 쌍두마차이다.
이 게임의 대부분은 한개의 그룹으로 끝낼 수 있지만, 가장 도전적이고 높은 공략 보상(루팅)이 있는 일부는 플레이어가 레이드를 하도록 만든다. 캐릭터가 몇이든 레이드에 가담할 수 있다. EQ의 "레이드 창"은 72명의 참가자까지만 레이드 경험치와 레이드 자동 루팅 규칙을 직접적으로 공유하도록 허용하고 있다. 레이드에 정해진 상한선이란, "레이드 창"에 허용된 최대 수치, 특정 인스턴스 존의 캐릭터 최대 입장 수치, 레이드 리더가 조정한 최대 수치나 존 이동을 일으키거나 플레이어의 클라이언트가 다운되는 일이 없는 최대 수치를 일컫는다. 확장팩의 공략 설계는 레이드 전략이 점점 더 복잡해지게끔 변경되었다.
"그룹"과 "레이드"가 플레이어의 임시적인 모임이라면, "길드"는 싱글 플레이 시기를 마지막으로 넘게 되는 모임이라 할 수 있다. 길드는 초기엔 SOE에 등록 신청 과정을 거쳐 조직되었다. 길드는 광범위하며 시시각각 바뀌는 목적을 가지게 된다. 각 길드원은 길드 대화 채널을 사용해 한번에 모든 (또는 오직) 다른 길드원과 의사소통을 할 수 있다. 캐릭터의 길드 활동은 게임내 보여지는 캐릭터 이름으로 표현된다. 몇몇 인스턴스에서 이들은 가벼운 의사소통을 하고싶어하는 다소 산만한 플레이어들보다는 조금 더 집중력을 보인다. 길드가 가진 스펙트럼의 마지막은 레이드 던전과 보스 몬스터 도전을 해결하는 데 전력투구하는 길드가 될 것이다. 이런 "레이드 길드"는 게임에 1주일에 최대 7일까지, 하루엔 5~8시간을 할애할 수 있는 길드원을 요구하게 된다. 이런 길드의 플레이어는 드래곤 킬 포인트로 보상을 받게 되는데, 이 비공식 포인트 시스템은 길드장에 의해 플레이어에게 부여되어 루팅 분배를 약간 무작위스럽게 만들게 된다. 드래곤 킬 포인트 (줄여서 DKP)는 에버퀘스트의 레이드 길드에 의해 처음 만들어졌으며 레이디 복스와 로드 나가펜이라는 두마리 용 보스로 인해 이름지어졌다.

### 게임내 은어
은어는 짧은 표현의 필요성으로 만들어지는 게임내 현상이다. 이러한 은어의 형성이 없이는, 게임내 다양한 이벤트를 의사소통하는 것이 지루해지거나 어떤 부분에 있어선 전혀 할 수조차 없게 된다. 위에 표기한 것들 (그루핑, 솔로잉, 레이딩, 풀링, 기타등등...)도 에버퀘스트에 있는 은어이다.
글자 생략과 약자, 아니면 최소한 줄임말 정도의 표현도 플레이어간 의사소통에 일조하고 있다. 예를 들자면, SoW ("Spirit of Wolf" - 달리기나 걷기 속도를 증가시켜주는 인기 주문), KEI ("Kodiac's Endless Intellect"의 약자 - 마나 생성속도를 증가시켜주는 인기 주문), PoK (Plane of Knowledge - 여행자들의 최대 "교차로" 존), 그리고 "rez" (Resurrect - 시체에다 시전하여 플레이어를 소환하는 여러 주문과 능력을 일컬음. 종종 경험치를 잃기도 한다.) 등이 있다. "Crack"이나 "mind candy"는 Clarity나 KEI같은 마나 생성 주문을 나타낸다. 그밖에 다른 방식으로는, 동사나 명사등으로 사용되는 너프가 있다.
레이드 루팅 분배 방식인 DKP (Dragon Kill Point)는 에버퀘스트에서 기원되었으며, 지금은 월드 오브 워크래프트에서도 사용되고 있다. Proc과 Farm같은 것들도 EQ에서 와우로 넘어온 경우다. 다른 게임에서 EQ로 넘어온 방식을 찾아보면 컴퓨터 게임 스타크래프트에서 온 저글링과 같은 형식이 있다. 저글링은 레이드의 주요 전략이 숫자로 적을 압도해야 하는 경우에 쓰인다. 몬스터는 종종 몹으로 불린다. 이는 MUD에서 시작된 표현이다.
추가로, 이러한 은어의 예는 "Con."이라는 단어에서도 보여진다. Con은 'consider'라는 단어의 글자가 생략된 버전이지만 몬스터의 힘을 재는 게임 시스템 표현으로 원래의 단어보다 더 많이 쓰이고 있다. 몬스터의 "Cons"라는 것은 몬스터와 플레이어간 상대적 난이도 등급을 나타내는 것이다. 예를 들어, 플레이어가 몬스터를 선택한 후 'c' 키를 누르면 화면에 몬스터의 힘을 플레이어에게 알려주는 메시지가 나타난다. 몬스터를 "Conning"한 것이 플레이어에게 너무 어려운 경우라면, 붉은색 글자로 표시된다. "묘비에 뭐라고 적고 싶습니까?" 이 메시지는 플레이어가 몬스터와 싸울것인지 말것인지를 결정해야 함을 알려준다. 에버퀘스트를 플레이하면서 자주 다른 플레이어가 몬스터의 'Con'을 묻는 경우를 접하게 될 것이고, 보통 회색, 녹색, 옅은 파랑, 짙은 파랑, 하얀색, 노란색, 붉은색의 7가지 색중 한가지로 분류된다. 물음에 대한 답은 이 방식으로 힘과 관련된 색 중 다섯 가지 색이 대표적인 답에 해당하는 색이 된다. 그래서 플레이어가 몬스터 Cons는 녹색이라고 답을 하면, 몬스터는 상대적으로 전투를 하기 안전하다는 뜻이며, 반대로 붉은색 몬스터는 공략하기 위험하다는 뜻이 된다.
전체 EQ 커뮤니티를 통틀어 가장 많이 쓰는 말이라도, 서버간, 아시아, 유럽, 아메리카 게임 커뮤니티간 은어에는 조금씩 차이점이 있다. 예를 들면, KEI는 C3로도 알려져 있다. (Clarity의 3번째 버전) 게임내 채팅은 EQ를 플레이하지 않은 사람들에겐 알아듣기 힘든 부분이 많다.

## 개발
존 스메들리의 1996년 당시 최초 컨셉은, 다양한 구조를 통합하는 것이었고, 소니는 직,간접적으로 존 스메들리의 방침대로 에버퀘스트 개발을 위임한 상태였다.

### 역사
에버퀘스트의 설계와 컨셉은 텍스트 기반 MUD에 큰 신세를 지고 있는데, 특히 DikuMUD(디쿠머드)가 있다. 에버퀘스트는 당시 텍스트 머드 장르의 3D 진화에 앞장선 몇가지 MMO게임중 하나였는데, 이 밖에도 메리디안 59와 렐름 온라] 같은 게임이 있었다. 에버퀘스트 세계의 창조에 이름을 올린 존 스메들리, 브래드 맥콰이드, 스티브 클로버, 빌 트로스트 등은 게임 제작의 영감을 얻는데 있어 디쿠와 TorilMUD 같은 머드 게임을 플레이한 경험을 공유하고 있다. 케이스 파킨슨은 초기 에버퀘스트 설치에 나오는 박스커버를 포함한 게임 아트웍의 상당 부분을 제작하였다.
에버퀘스트의 개발은 1996년 소니 인터랙티브 스튜디오 아메리카 (SISA)가 메리디안 59의 성공적인 서비스 개시를 보고 존 스메들리에게 텍스트 기반 머드와 유사한 3D 게임 개발 자금을 투자하면서 시작되었다. 스메들리는 디자인을 위해 싱글 플레이용 RPG '워위자드'를 개발한 프로그래머 브래드 맥콰이드와 스티브 클로버를 주목했고 이들을 영입한다. 맥콰이드는 곧 에버퀘스트 프랜차이즈의 책임 프로듀서로 승진했고 에버퀘스트 개발동안 그의 게임내 아바타 아라듄을 통해 팬 커뮤니티에서 인기있는 개발자로 부상했다. 빌 트로스트를 포함한 개발팀의 다른 핵심 멤버들은 역사와 에버퀘스트 관련 지식, 노라스의 주요 캐릭터(에버퀘스트의 주연 피리오나 비 포함)등을 창조했는데, 주문 시스템을 채워나간 지오프레이 "GZ" 잿킨과 오리지널 캐릭터 모델링을 담당한 아티스트 마일로 D. 쿠퍼 등이 있다.
소니의 신중한 기대로부터 시작된 에버퀘스트의 정식 서비스 개시는 베란트 인터랙티브 브랜드 하에 1999년 3월 16일에 시작했고 빠르게 성공해 나갔다. 그 해 말엔, 경쟁자 울티마 온라인의 정기 이용권 구매자 수를 추월했다. 가입자 수는 계속 늘어나 2001년 중반에서야 성장세가 느려졌다. 2004년 1월 14일에 발표된 소니의 마지막 정기 이용권 구매자 수 보고서에 의하면 "43만명" 이상으로 기록되어 있다. SOE는 2003년 에버퀘스트의 맥 오에스 텐 버전을 힘의 공간을 포함한 모든 확장팩을 통합한 상태로 출시하였다. 오에스 텐 버전의 개발은 그 이후 지지부진했지만, 서버는 여전히 남아있고 작지만 열정적인 사용자 커뮤니티도 지원하고 있다.
플레이스테이션의 출시에 따른 기대감으로 소니 인터랙티브 스튜디오 아메리카는 989 스튜디오의 깃발 아래 콘솔 타이틀에 최우선적으로 집중하기로 결정하여 출시를 앞두고 있던 유일한 컴퓨터용 타이틀 에버퀘스트를 새 컴퓨터 게임 자회사인 레드아이(베란트 인터랙티브로 변경됨)로 분리하였다. 이러한 결정으로 에버퀘스트는 초기엔 매우 낮은 기대속에 시작했지만 2000년엔, 놀랄만한 성공을 지속하며 에버퀘스트는 다른 게임과 비교 불가능할 정도의 수익을 낸다. 소니는 스메들리를 회사의 조정자로 계속 유지하면서 베란트 인터랙티브를 소니 온라인 엔터테인먼트 (SOE)로 재구성하게 된다.
브래드 맥콰이드, 스티브 클로버, 지오프레이 잿킨을 포함한 많은 오리지널 에버퀘스트 팀은 2002년에 SOE를 떠났다.

#### 정기 이용권 역사
1999년부터 2001년까지는 베란트에서, 2001년부터 2004년 1월 14일까진 SOE에서 발표한 보고서엔 EQ 정기 이용권 구매자 수 집계와 일정 시간내 최대 접속자 숫자가 포함되어 있다. 이 발표 내용의 대부분은 문서화되어 있지만, 온라인 상의 "인터넷 기록 보관소"나 다른 사이트를 통해서만 시간별 사본을 찾아볼 수 있다.
소니의 보도자료와 인터넷 기록 보관소 양쪽이 열람을 허용한 기록 수치에 따르면, 1999년 11월 1일 정기 이용권 구매자가 "22만 5천명 이상" 급성장했음을 표시하고 있다. 소니는 2000년 10월 30일에 이용권 구매자 30만명을 달성했음을 발표했다. 2001년 10월 2일엔 41만명 이상이며 2002년 1월 29일에 소니는 43만 이상의 구매자와 최초로 동시접속자 10만명을 달성했음을 발표했다. 2003년 팬 축제를 준비하면서, 2003년 9월 25일 소니는 정기 이용권 구매자가 45만 이상임을 발표했다.
빠트린 것 중 하나로, 2003년 3월 13일부터 마지막 보고서인 2004년 1월 14일이 있다. 소니는 43만명 이상의 정기 이용권 구매자가 있다는 것과, 11만 8천명 이상의 동시 접속자를 돌파 했음을 명시하고 있다. 이는 정점을 지나 내리막길에 접어들었으며 현재 EQ의 정기 이용권 구매자 숫자는 부차적 소스가 되었다는 얘기가 된다.

### 확장팩
오리지널 버전 출시 이래 28개의 확장팩이 있다. 확장팩은 개별적으로 구매하며 게임에 추가 콘텐츠를 제공한다. (예: 캐릭터 최고레벨 수치 상승, 새 종족, 클래스, 존, 대륙, 퀘스트, 장비, 게임 기능 추가) 다운로드 받은 패치를 통해 업데이트된다. EQ 확장팩:
1. 쿠낙의 폐허(The Ruins of Kunark) (2000년 3월, 한국은 2002년 10월)
2. 벨리어스의 상처(The Scars of Velious) (2000년 12월, 한국은 2003년 4월)
3. 루클린의 그림자(The Shadows of Luclin) (2001년 12월, 한국은 2003년 8월)
4. 힘의 공간(The Planes of Power) (2002년 10월)
5. 이케샤의 유물(The Legacy of Ykesha) (2003년 2월, 한국은 2003년 4월)
6. 노라스의 잊혀진 던전(Lost Dungeons of Norrath) (2003년 9월)
7. 불화의 문(Gates of Discord) (2004년 2월)
8. 전쟁의 전조(Omens of War) (2004년 9월)
9. 노라스의 용(Dragons of Norrath) (2005년 2월)
10. 암흑굴의 심연(Depths of Darkhollow) (2005년 9월)
11. 로의 예언(Prophecy of Ro) (2006년 2월)
12. 뱀의 첨탑(The Serpent's Spine) (2006년 9월)
13. 숨겨진 바다(The Buried Sea) (2007년 2월)
14. 패이둬의 비밀(Secrets of Faydwer) (2007년 11월)
15. 파괴의 씨앗(Seeds of Destruction) (2008년 10월).[12]
16. 언더풋(Underfoot) (2009년 12월)
17. 툴의 저택(House of Thule) (2010년 10월)
18. 알라리스의 장막(Veil of Alaris) (2011년 11월)
19. 공포의 비(Rain of Fear) (2012년 11월)
20. Call of the Forsaken (2013년 10월)
21. The Darkened Sea (2014년 10월)
22. The Broken Mirror (2015년)
23. Empires of Kunark (2016년)
24. Ring of Scale (2017년)
25. The Burning Lands (2018년)
26. Torment of Velious (2019년)
27. Claws of Veeshan (2020년)
28. Terror of Luclin (2021년)

## 서버
이 게임은 여러 "게임 서버" 상에서 작동하며, 각 서버마다 구분을 위해 고유의 이름을 가지고 있다. 이 이름들은 노라스 세계의 신들에게서 유래되었다. 기술적인 관점에서, 각 "게임 서버"는 사실 서버 머신의 클러스터이다.
캐릭터가 생성되면, 그 캐릭터는 해당 서버에서만 플레이 할 수 있으며, 보통 수수료를 지불하면 커스토머 서비스 스탶에 의해 새 서버로 이동할 수도 있다.
각 서버는 대개 고유의 커뮤니티를 보유하고 있으며 사람들은 게임 밖에서 자신들의 캐릭터를 정의할 때 서버 이름을 포함시키곤 한다.

### 특수 규칙 서버
에버퀘스트의 특수 서버의 일부는 "일반적인" EQ 서버보다 다른 규칙 설정을 하고 있다:
- Al'Kabor - EQMac 서버. EQMac 서버는 일반적인 EQPC 서버와는 다르므로 특수 규칙 서버군에 포함된다. 말하자면 EQMac은 2002년 10월 버전의 EQ며 '고전' EQ와 가까운 현존하는 공식 SOE 서버다. 차이점은 다음과 같다:
  - 오리지널 존: 자유항(Freeport), 재난의 공간(Plane of Mischief), 증오의 공간 (Plane of Hate), EC, 오아시스.
  - 오리지널 주문: 일반적으로 EQMac 주문은 시전/재시전/실패 횟수가 더 많고 대미지가 낮다.
  - 오리지널 몹 그래픽
  - 잠들어 있는 자는 계속해서 잠들어있다.
  - 미니맵 없음. 구 바자(Old Bazaar)
  - 추가로 EQMac 버전의 힘의 공간(the Planes of Power) 확장팩은 예전 너프되어 있지 않은 상태의 메이저 몹을 사용하며 다음 공간으로 이동하기 위해선 레이드에 참가한 전원이 '플래그' 해야한다.(EQPC에선 85%만 플래깅해도 된다. 플라나르를 만드는 과정은 현재 힘의 공간 버전보다 상당히 어렵다.
- Zek - PvP 서버. 플레이어는 기본 서버에 있을 때보다 다른 사람을 공격하는데 규제가 적다. 모든 PvP서버는 2005년 오리지널 PvP서버의 PvP 룰셋을 따르는 Zek 서버로 통합되었다.
- Firiona Vie (FV) - "롤플레잉 전용" 서버. FV는 롤플레잉에 보다 친화적인 규칙을 가지고 있다. 몇가지 규칙은 롤 플레잉 미경험자들에게 흥미를 유발시킨다. 이러한 점이 "롤플레잉 전용" 서버의 취지를 침해한다는 일부의 주장도 있다.
- Stormhammer - 전설 서버. 이 서버는 비싼 수수료를 받고 고레벨의 게임내 부가 서비스를 제공했다. 많은 플레이어가 이를 서비스 등급제로 인해 더 많은 돈을 부담하게 되는 길이라고 봤으며 서비스는 수수료가 없는 상태로 존재해야 한다고 생각하게 되었다. 2005년 12월 소니는 전설 서버를 폐쇄한다고 발표했다.
- The Sleeper와 The Combine - 진행형 서버. 초기에 이 서버들은 오더스(Odus), 안토니카(Antonica), 페이둬(Faydwer)같은 오리지널에 있던 대륙만 제공했다. 하지만 대륙은 오리지널 버전과 다르다. 오더스는 와렌(the Warrens)이 포함되어 있고 안토니카는 재기드파인 숲(Jaggedpine Forest)을 포함하고 있으며 이들 존은 이 게임이 출시되고 한참 후에 추가된 것들이다. 확장팩 콘텐츠는 서버내 플레이어들의 진행 상황에 따라 사용가능 여부가 결정되었다. 서버내 진도를 나가는 작업엔 특정 캐릭터를 쓰러트리는 것, 특정 퀘스트를 완료하는 것, 특정 아이템을 제작하는 것 등을 포함하고 있었다. The Sleeper 서버는 결국 2008년 8월 26일 페이둬의 비밀 확장팩이 열리면서 The Combine 서버로 통합된다.[13] 2008년 10월 21일 파괴의 씨앗(Seeds of Destruction) 확장팩의 출시로 The Combine 서버는 일반 서버로 바뀐다.[14] 그리고 얼마 지나지 않아 2009년 1월 21일 소니는 The Combine 서버를 the Druzzil Ro 서버로 통합하게 된다.[15]
- Discord - 2003년 12월 불화의 문(the Gate of Discord) 확장팩의 홍보를 위해 임시로 개설되었다. 이 서버는 캐릭터가 영원히 죽는(permanent death) 특징이 있었다.[16]
- TLP - Time Lock Progression 서버로 초기 오리지날부터 최신확장팩까지 모든 확장팩이 3개월 단위로 오픈되는 서버이고 현재 가장 인기있는 서버이다. 초기 TLP서버를 오픈한 이루 6개월에서 1년간격으로 새로운 TLP 서버를 오픈하고 있으며 2022년 5월말 새로운 TLP 서버가 또 하나 오픈한다는 소식이 있다. 처음시작을 오리지날 클래식 이큐로 시작해서 나기와 복스를 잡으면서 즐기다가 시작후 3개월이 지나면 쿠낙 확장팩이 오픈하는 이런식이다. 현재 대다수의 한국인들이 TLP 서버인 Coirnav 서버에서 플레이중이다.

### 유럽 서버
두 SOE 서버가 유럽에 있는 플레이어에 대해 보다 나은 지원을 하고 있었다: Antonius Bayle, Kane Bayle. Kane Bayle 서버는 Antonius Bayle 서버로 통합되었다.
EQ의 유럽 정식 서비스 버전인 New Dawn이 출시되자, 배급사인 유비소프트는 3개 서버를 추가했다: Venrill Sathir (영국), Sebilis (프랑스), Kael Drakkal (독일) 이들 서버의 문제는 이전해 올 수는 있지만, 다른 서버로 나가는 것은 불가능했다는 점이었다.
나중에 이 세 서버는 SOE가 권리를 취득하여 Kayne Bayle 서버가 Antonius Bayle 서버로 통합된 전례를 따라 하나로 통합되었다.

### 한국 서버
에버퀘스트가 한국에 첫 진출을 한 것은 2000년 8월 30일로 한빛소프트가 첫 확장팩 쿠낙의 폐허를 수입하여 유통하였다.당시 정확한 서비스 내역은 알 수 없으나 한글화가 되어있지 않은 점, 한달 이용료가 한화 11,000원으로 책정돼 있음으로 미루어 볼 때 서버를 직접 운영하진 않았지만 패키지 판매 및 정기 이용권 판매 대행을 했음을 짐작해 볼 수 있다. 한빛소프트가 수입한 EQ는 두 번째 확장팩 벨리어스의 상처까지 수입되었다.
2002년 1월 24일엔 NC소프트가 SOE와 전략적 제휴 관계를 맺고 한국,대만,홍콩에 에버퀘스트를 서비스 할 것을 발표했다. 그해 5월엔 클로즈 베타 테스터를 모집해 6월 한글화된 클로즈베타 서버 운영을 시작하였다. 7월에 오픈 베타 테스트를 시작한 에버퀘스트는 얼마 지나지 않아 접속자 숫자가 정체 상태를 보이게 된다. 오픈베타 중인 10월엔 첫 번째 확장팩 쿠낙의 폐허를 오픈 베타 서버에 업데이트 했으며 이듬해 4월엔 두 번째 확장팩 벨리어스의 상처의 업데이트 및 상용 서비스를 시작하였다.
성인 30시간 15,000원, 30일 24,000원, 90일 57,000원. 청소년은 30시간에 9,900원의 요금이 책정된 한국어 에버퀘스트는 2003년 7월 세 번째 확장팩 루클린의 그림자가 업데이트되긴 했지만 큰 반향을 얻지는 못했다. 결국 2003년 11월 엔씨소프트는 에버퀘스트의 서비스 중단을 발표하게 되었고, 한국 서버는 12월 31일까지 무료로 운영되며 그 후엔 90일 정기 이용권과 함께 SOE가 운영하는 북미 서버로의 캐릭터 무료 이전을 제공하는 것으로 한국 서버는 2003년을 끝으로 서비스가 중단되었다.
소수지만 열정적으로 에버퀘스트를 플레이하던 한국인 플레이어는 한국내 서비스가 종료된 후에도 북미 서버를 통해 오늘날까지 꾸준히 활동을 지속하고 있다.

## 논쟁, 사회적 문제와 게임 문제

### 게임내 물건 판매/실제 세계 경제
에버퀘스트는 다방면에서 비판의 대상이 되고 있다. 한 예로 게임내 재화가 현금으로 판매되는 현상이 그것이다.(주로 이베이를 통해 거래가 되고 있다) EQ의 개발자들은 항상 이를 금지해왔고 2001년 1월엔 이베이에 관련 경매가 등록되는 것을 중지토록 요청하기도 하였다. 얼마간은 이런 경매가 사라졌지만, 변화한 시장 환경은 이 새로운 가상 경제에 특화된 다수의 전문 경매 사이트를 인정하게 되었다.
게임내 거래되는 아이템 및 웹사이트 상에서 불법 온라인 거래 때문에, 가상의 화폐는 현실의 화폐로의 환율이 책정되었다. BBC는 2002년 에버퀘스트는 러시아와 불가리아 사이에 낀 세계에서 77번째로 부유한 국가이며 1인당 GDP는 중국과 인도보다 높다고 한 에드워드 카스트로노바의 연구 자료를 보도한 바 있다. 2004년 전체 온라인 게임 산업 분석에 따르면 온라인 세계 전체 인구 2000만명의 플레이어를 합친 GDP는 나미비아와 맞먹는다.
소니는 공식적으론 온라인 재화에 대한 현금 지불에 대해 반대하지만, 2005년 1월 개시한 EQ2의 "Station Exchange" 서버엔 예외적이다. 이 프로그램은 소정의 수수료에 동의하는 사용자가 현금으로 게임내 아이템을 구입할 수 있게 한다. 현재 이 시스템은 오직 에버퀘스트 2 서버 선택시에만 적용된다. Station Exchange 이전 에버퀘스트 2 서버나 에버퀘스트 1편 서버엔 적용되지 않는다.
그룹내 특정 클래스 플레이를 익히기 어렵거나 역할 완수에 최선의 방법을 터득하려는 등의 이유로 플레이 경험 없이 고레벨 캐릭터부터 구입하는 사람들은 자신들의 캐릭터를 온라인 경험을 쌓아가면서 판에 박은듯 똑같은 모습의 평균 이하 상태로 키우곤 한다. 에버퀘스트에 이런 캐릭터는 "이베이 캐릭터"나 개인적으론 "이베이어" 같은 경멸적인 코멘트가 붙어 자기 캐릭터를 키우지 않거나 제대로 플레이할 줄 모르는 사람임을 말해주고 있다.
신용카드가 필요없는 14일짜리 체험용 계정도 새로운 문제로 대두되고 있다. 게임내 아이템과 플래티넘(EQ의 사이버머니 단위)의 판매자가 무료로 새 계정을 만들 수 있게 되면서 일부 판매자에 의한 게임내 스팸 메시지가 골칫거리가 되어 다방면으로 논의되고 있다.

### 지적 재산권과 롤플레잉
다른 유명한 문제로 2000년 10월에 일어난 사건이 있다. 보통 미스티어 사건으로 불리는 이 사건은 베란트가 논란이 된 팬 픽션을 쓴 플레이어를 차단해, 에버퀘스트 플레이어들을 격노시키고 관련 산업 전반에 플레이어의 권리와 롤플레잉과 지적재산권 침해간 적정선에 대한 논쟁의 도화선이 된 일을 말한다. 이 사건은 디지털 시대의 이런 권리를 논의하는 여러 학회에 의해 사용되고 있다.
팬이 만든 오픈 소스 서버 에뮬레이터 EQEmu는 사용자가 자신들만의 규칙으로 자체 서버를 운영하는 것을 허용하고 있다. 이런 에뮬레이터 서버 운영 행위는 EQ의 최종 사용자 사용권 계약 위반이며 적발시 소니의 에버퀘스트 서버에 차단되는 결과를 가져올수 있다. 그래서 울티마 온라인 서버 에뮬레이터 만큼의 인기는 얻진 못했다.

### 중독 문제
이 게임은 강력한 중독성이 있는 것으로 유명하며 비난당하고 있다.(컴퓨터 중독을 전문적으로 다루는 일부 심리학자에 의해) 반 농담으로 "NeverRest"나 "EverCrack" (크랙 코카인에서 유래됨) 등으로 불리기도 한다. EQ는 많은 사람들의 시간을 잡아먹고 있으며 숀 울리처럼 잘 알려진 에버퀘스트 유저의 자살 사건도 있었다. 지나친 플레이로 인해 부부관계가 깨진 사람들은 에버퀘스트 과부라 불리며 GamerWidow.com 같은 사이트로 온라인 봉사단체를 결성하는 결과를 가져오게 되었다. 2002년 슬래시닷엔 가장 악명높은 폭언으로 "EQ: 온라인 게임에서 정말 얻을 수 있는 게 뭐지?"가 선정되어, 에버퀘스트 중독 문제를 많은 인터넷 게시판의 서두에서 언급하도록 이끌었다.

### "매킨토시용 에버퀘스트" 포럼 이슈
여러해 동안 소니 공식 "매킨토시용 에버퀘스트" 포럼엔 "매킨토시용 에버퀘스트" 정기이용권이 구매되지 않는다는 글이 올라오고 있었다. 이런 게임 외적 토론은 다른 곳에도 뿌리내려 기술적 문제는 물론 다방면의 게임플레이에서도 "매킨토시용 에버퀘스트" 고유의 사회적 영향력을 가지게 되었다. 그러나

### MMORPG가 사회학에 끼치는 영향
일부 플레이어는 MMORPG를 "그래픽 인터페이스가 있는 대화방"으로 설명하곤 한다. 에버퀘스트(기타 다른 MMORPG도 포함한)가 사회학에 끼치는 영향은 "the HUB"라는 이름의 사이트에 있는 온라인 강좌 시리즈에서 조사하고 있다. 강좌는 플레이어 설문조사와 가상의 사회적 관계, 플레이어의 실존성, 성별 문제, 그밖에 기타 여러 주제의 토론으로 얻은 자료를 사용해 제작되었다.

### 집단 거부 사태
2004년 5월 GU 코믹스의 우디 헌이 모든 에버퀘스트 게이머에게 전쟁의 전조(Omens of War) 확장팩을 보이콧하여 "속사포"처럼 확장팩을 출시하는 것 보다는 SOE는 현존하는 게임 문제를 다룰 것을 성토했었다. SOE가 플레이어의 관심사에 초점을 맞추고 커뮤니케이션 (내외적으로) 향상 및 게임내 특정 문제들을 바로잡은 후엔 보이콧 요청은 백지화되었다.

### 브라질 내 판매 금지 사태
2008년 1월 17일 모든 브라질인 영토내에서 판매가 금지되었다. 이유는 이 게임이 퀘스트의 악하거나 선한 면이 플레이어의 고결성을 잃게 만들며 강한 심리적 갈등을 가져오게 이끈다는 것이었다.

## 에버퀘스트 줄거리 속 캐릭터

### 잠들어 있는 자 - 케라핌
"잠들어 있는 자"(The Sleepers) 케라핌은 오리지널의 "The Sleeper's Tomb" 존에 있는 용 보스이다.
잠들어 있는 동안, 케라핌은 "The Sleeper's Tomb"의 4마리의 고대 용 (감시자)에 의해 지켜지고 있다. 4마리 용이 플레이어에 의해 동시에 모두 쓰러지면, 잠들어 있는 자가 깨어나 죽음의 난동을 시작한다. 케라핌은 The Sleeper's Tomb부터 Skyshrine까지 여러 존을 이동하며 마주치는 모든 플레이어와 NPC를 죽인다. 이 이벤트는 에버퀘스트에서 아주 희귀한 것으로, 각 게임 서버마다 한번씩만 일어나기 때문이다. 잠들어 있는 자가 깨어나면, SOE에 의해 이벤트가 초기화되기 전까진 원래의 수호자가 서버에 다시 등장하게 된다.
2006년 7월 12일부터 지금까지 케라핌은 Al'Kabor (매킨토시) 서버에서만 잠들어있는 채로 남아있게 된다.
원래 죽지 않게 되어 있어, SOE는 잠재된 버그를 이용해 그를 죽일 가능성 때문에 Rallos Zek 서버의 여러 길드의 레이드를 막았다. SOE는 나중에 이러한 간섭에 대해 사과했으며, 허용된 플레이어들은 공략을 다시 시도하였다.
페이둬의 비밀 확장팩에 나온 "깨어난 자 케라핌"은 "Crystallos"의 인스턴스 존에 레이드 이벤트 "크리스탈로스, 깨어난 자의 둥지"(Crystallos, Lair of the Awakened)의 일부가 되었다.

## 에버퀘스트 유니버스
에버퀘스트의 출시 이래, 소니 온라인 엔터테인먼트는 다음과 같은 여러 에버퀘스트 관련 게임을 추가했다:
- Champions of Norrath (PS2—2004년 2월)
- 위의 후속작 Champions: Return to Arms (PS2, 2005년 2월)
- 에버퀘스트 2 (PC, MMORPG 에버퀘스트의 속편—2004년 11월)
- EverQuest Online Adventures (PS2, 2003년 2월)
- Lords of EverQuest (PC 실시간 전략 게임, 2003년 12월)
- EverQuest Role-Playing Game (d20 시스템을 사용해 화이트 울프社와 합작으로 제작한 롤플레잉 게임)

에버퀘스트 세계를 주제로 출판된 소설들:
- 로그의 시간(Rogue's Hour), Scott Ciencin 작 (2004년 10월)
- 눈물의 바다(Ocean of Tears), Stewart Wieck 작 (2005년 10월)
- 진실과 강철(Truth and Steel), Thomas M. Reid 작 (2006년 9월)
- 진홍색 하프(The Blood Red Harp), Elaine Cunningham 작 (2006년 10월)

## 영화
소니 픽쳐스와 전 마블 코믹스 치프 크리에이티브 오피서 아비 아라드가 게임을 영화로 각색하여 2009년이나 2010년 개봉을 위한 계획을 세웠다. 소니는 이들이 영화를 개봉할 시기는 확실치 않다고 확인한 바 있으며 300의 각본가 마이클 고든을 각본 제작에 발탁하였다.

## 다른 매체에 등장
- 심슨가족 게임에서 호머와 마지가 에버퀘스트와 유사한 세계에서 플레이 하는 '네버퀘스트'라고 하는 에피소드가 있었다.
- 심슨가족 에피소드중 Marge Gamer에서 마지가 즐긴 "Earthland Realms"라는 게임은 에버퀘스트를 포함한 여러 MMORPG와 비슷하다.
- 킴 파서블에서 론과 벤디타가 에버퀘스트와 매우 흡사한 게임에 중독되었다.
- 잭과 코디, 우리집은 호텔 스위트 룸의 에피소드에서, 잭과 미스터 모스비는 에버퀘스트와 흡사한 게임에 중독돼 절망하게 된다. 팔라딘, 위자드와 쉐도우 나이트 등을 언급한다.

## 평가
| 평가 |          |
| --- | -------- |
| 통합 점수 통합사 점수 메타크리틱 85 / 100 [ 30 ] 평론 점수 평론사 점수 올게임 [ 31 ] CGM [ 32 ] 게임 레볼루션 A- [ 33 ] 게임프로 5 / 5 [ 34 ] 게임스팟 8.4 / 10 [ 35 ] IGN 8.4 / 10 [ 36 ] 넥스트 제네레이션 [ 37 ] PC 게이머 (US) 86% [ 38 ] |          |
| 통합 점수 |          |
| 통합사 | 점수     |
| 메타크리틱 | 85 / 100 |
| 평론 점수 |          |
| 평론사 | 점수     |
| 올게임 | [ 31 ]   |
| CGM | [ 32 ]   |
| 게임 레볼루션 | A-       |
| 게임프로 | 5 / 5    |
| 게임스팟 | 8.4 / 10 |
| IGN | 8.4 / 10 |
| 넥스트 제네레이션 | [ 37 ]   |
| PC 게이머 (US) | 86%      |

## 추가 문헌
- Malone, Krista-Lee. “Dragon Kill Points: The Economics of Power Gamers”. 《Games and Culture》 (Forthcoming). ISSN 1555-4120. 2008년 12월 21일에 확인함.